# 保羅·艾伯特
保羅·艾伯特（Paul Abbott，1960年2月22日—），是一位曾獲得英國電影和電視藝術學院（BAFTA）獎項的電視劇作家和製作人。艾伯特是現今英國最具商業成功的電視編劇之一。